# ネウシアーノ・ジ・ジェスス・グスモン
シシーニョ（Cicinho）ことネウシアーノ・ジ・ジェスス・グスモン（ポルトガル語: Neuciano de Jesus Gusmão、1988年12月26日 - ）は、ブラジル出身で、ブルガリアに帰化したサッカー選手。ブルガリア代表。ECバイーア所属。ポジションはDF。

## クラブ歴
地元のクルーベ・ド・レモでサッカーを始めた。2008年12月にECジュベントゥージへ移籍。カンピオナート・ブラジレイロ・セリエBでは4試合の出場に止まり、クラブも降格した。
2009年12月にブラジリエンセFCへ移籍。27試合に出場したものの、ここでもカンピオナート・ブラジレイロ・セリエBから降格した。
2011年12月にAAポンチ・プレッタへ移籍。2012年5月20日にカンピオナート・ブラジレイロ・セリエAデビュー。8月5日に同リーグ初得点。
2013年6月26日にサントスFCへ5年契約で移籍、移籍金は700万レアル。7月21日のコリチーバFC戦でレアンドリーニョと交代で出場し移籍後初出場。
2015年6月30日にブルガリアプロサッカーリーグのPFCルドゴレツ・ラズグラドへ移籍。移籍金は報じられる所によると310万レアル。

## 代表歴
2018年にブルガリアに帰化した。2020年、UEFAネーションズリーグのアイルランド代表とウェールズ代表戦のメンバーに召集された。

## タイトル

### クラブ
レモ
- カンピオナート・パラエンセ: 2007, 2008

ブラジリエンセ
- カンピオナート・ブラジリエンセ: 2011

サントス
- カンピオナート・パウリスタ: 2015

ルドゴレツ・ラズグラド
- ブルガリアプロサッカーリーグ: 2015-16, 2016-17, 2017-18, 2018-19, 2019-20
- ブルガリア・スーパーカップ: 2018, 2019

### 個人
- カンピオナート・パウリスタベストイレブン: 2014[9]